# 德里克·费舍尔
德里克·拉瑪·费舍尔（英語：Derek Lamar Fisher，1974年8月9日—）绰号“渔夫”，美国NBA職業篮球运动员，教练。作为球员曾效力于洛杉矶湖人、俄克拉何马城雷霆等，获得过五次总冠军，場上位置為控球後衛。曾任纽约尼克斯的主教练，目前擔任洛杉磯火花總教練。

## 球员生涯
费舍尔出生于阿肯色州小石城，1996年毕业于阿肯色大学小石城分校，此后进入NBA，在当年的选秀中于第一轮第24位被洛杉矶湖人选中。在效力于湖人队的8年，最初他大多数时间是作为替补登场，及後先發上場的時間漸多。其長處在於防守及穩定的三分球，时有神来之笔，比如在2004年西部半决赛第五场中，他在湖人队落后一分的情况下，在仅剩0.4秒的时间内接球投中两分球而淘汰圣安东尼奥马刺。
2004年赛季结束后，费舍尔以自由球员身份转投金州勇士，出任主力控球後衛，但是随着拜伦·戴维斯入隊，费舍尔重新沦为替补。2006年，费舍尔被送往犹他爵士队，以交换德文·布朗。原本他不願意加盟，但在爵士總教練傑里·斯隆在電話詳談後，他最終決定加盟。在爵士，费舍尔成功轉型，在德隆·威廉姆斯身边出任先发得分后卫。在他加盟後，爵士的成績特飛猛進。更成功晉身NBA季後賽的西岸決賽。
2007年2月，费舍尔出任NBA球員工會主席。
2006-07 NBA賽季後，由於费舍尔的11月大女兒患上少有的眼癌，與爵士商討後，決定提前終止合約，全力照顧家庭。但费舍尔表示他不希望從此退休，不久之后，他就重新以一份三年合約回歸湖人。
2012年3月，费舍尔由湖人被交易至休士頓火箭，但因不願加盟而與火箭斷約，進而與俄克拉何马城雷霆簽約，擔任替補控衛和球隊的心靈導師，幫助雷霆打入總冠軍賽，但被邁阿密熱火擊退。

## 教练生涯

### 紐約尼克

#### 2014–2015年
2014年，杰克逊接任尼克總裁，並在暑假任命费舍尔成為尼克第26任總教練，雙方簽下5季2500萬美元合約。
然而，费舍尔執教的第一季，卻繳出一份慘不忍睹的成績單（單季17勝65敗），慘遭毒舌的紐約媒體修理。

#### 2015–2016年
經過上季的震撼教育後，费舍尔決定走自己的路，不再照高層指示的三角戰術行事。而這個決定也成功提升尼克戰績，前44戰22勝22敗。
但之後10戰僅拿1勝，也讓尼克在2月8日，由總裁杰克逊宣布费舍尔被炒魷魚，助理教練兰比斯接任代理總教練。

### 洛杉磯火花
2018年12月5日，WNBA洛杉磯火花隊宣布聘任费舍尔擔任主教練。

## 生涯獎項
5次NBA總冠軍：2000、2001、2002、2009、2010

1次年度洛城最佳運動員：2010

## 主教练战绩

### NBA
| 队伍     | 赛季    | 常规赛 | 常规赛 | 常规赛 | 常规赛 | 常规赛 | 季后赛 | 季后赛 | 季后赛 | 季后赛 | 季后赛 |
| 队伍     | 赛季    | 比赛   | 胜     | 负     | 胜率   | 排名   | 比赛   | 胜     | 负     | 胜率   | 结果   |
| -------- | ------- | ------ | ------ | ------ | ------ | ------ | ------ | ------ | ------ | ------ | ------ |
| 紐約尼克 | 2014-15 | 82     | 17     | 65     | .207   | 5      | -      | -      | -      | .---   |        |
| 紐約尼克 | 2015-16 | 54     | 23     | 31     | .426   | 3      | -      | -      | -      | .---.  | (開除) |
| 总计     | 总计    | 136    | 40     | 96     | .294   |        | -      | -      | -      | .---   |        |

### WNBA
| 队伍       | 赛季 | 常规赛 | 常规赛 | 常规赛 | 常规赛 | 常规赛 | 季后赛 | 季后赛 | 季后赛 | 季后赛 | 季后赛       |
| 队伍       | 赛季 | 比赛   | 胜     | 负     | 胜率   | 排名   | 比赛   | 胜     | 负     | 胜率   | 结果         |
| ---------- | ---- | ------ | ------ | ------ | ------ | ------ | ------ | ------ | ------ | ------ | ------------ |
| 洛杉磯火花 | 2019 | 34     | 22     | 12     | .647   | 1      | -      | 1      | 3      | .250   | 聯盟決賽失利 |
| 洛杉磯火花 | 2020 | 22     | 15     | 7      | .682   | 3      | -      | 0      | 1      | .000   | 第二輪失利   |
| 洛杉磯火花 | 2021 | 32     | 12     | 20     | .375   | 1      | -      | –      | –      | .      | 未進入季後賽 |
| 总计       | 总计 | 88     | 49     | 39     | .557   |        | 5      | 1      | 4      | .200   |              |

| 前任： 安东尼奥·戴维斯 | NBA球员工会主席 2006–2013  | 繼任： 克里斯·保罗 |
| 前任： 麥克·伍德森     | 纽约尼克斯主教练 2014–2016 | 繼任： 科特·兰比斯 |
| 前任： 布萊恩·阿格勒   | 洛杉磯火花主教练 2019–今   | 繼任： 現任        |

## 軼事

### 酒駕事件
2017年6月5日，费舍尔與女友葛凡（Gloria Govan）在加州高速公路上擦撞路肩護欄，警方認為费舍尔有酒駕的嫌疑，請他做了酒駕測試後，將他逮捕。